# Шапа Петро Іванович
Петро Іванович Шапа (6 липня 1936, місто Григоріополь, тепер Придністров'я, Молдова — ?) — радянський молдавський державний діяч, заступник голови Ради міністрів Молдавської РСР. Кандидат у члени ЦК Комуністичної партії Молдавії в 1976—1981 роках. Член ЦК Комуністичної партії Молдавії в 1981—1990 роках. Депутат Верховної Ради Молдавської РСР 9—11-го скликань.

## Життєпис
У 1959 році закінчив Одеський технологічний інститут.
У 1959—1961 роках — головний механік Кишинівського хлібокомбінату Молдавської РСР.
Член КПРС з 1961 року.
У 1961—1965 роках — молодший науковий співробітник відділу механізації та автоматизації Молдавського науково-дослідного інституту харчової промисловості.
У 1965—1968 роках — провідний конструктор, керівник групи, головний конструктор відділу насосів спеціального конструкторського бюро свердловинних електронасосів для водопідйому в місті Кишиневі.
У 1968—1970 роках — секретар Ленінського районного комітету КП Молдавії міста Кишинева.
У 1970—1972 роках — слухач Вищої партійної школи при ЦК КПРС у Москві.
У 1972—1973 роках — інспектор відділу організаційно-партійної роботи ЦК КП Молдавії.
У 1973—1977 роках — 1-й секретар Фрунзенського районного комітету КП Молдавії міста Кишинева.
У 1977—1978 роках — завідувач промислово-транспортного відділу ЦК КП Молдавії.
У 1978—1980 роках — 1-й секретар Тираспольського міського комітету КП Молдавії.
1 квітня 1980 — 24 травня 1990 року — заступник голови Ради міністрів Молдавської РСР.
Подальша доля невідома.

## Нагороди
- орден Трудового Червоного Прапора
- орден Дружби народів
- медалі